# Đồng Bài
Đồng Bài là một xã của huyện đảo Cát Hải, thành phố Hải Phòng, Việt Nam. Xã nằm ở phía đông bắc của đảo Cát Hải và có một phần lớn diện tích bị ngập khi thủy triều lên. Xã có vị trí:
- Phía đông giáp xã Phù Long với ranh giới là Lạch Huyện
- Phía tây giáp xã Nghĩa Lộ
- Phía nam giáp thị trấn Cát Hải và xã Văn Phong
- Phía bắc giáp tỉnh Quảng Ninh với ranh giới là kênh đào Cái Tráp.

Xã Đồng Bài có diện tích 9.32 km², dân số khoảng 1241 người, mật độ dân số đạt 133 người/km². Xã được chia thành các thôn Trấn, thôn Trung và thôn Đoài.
xã có nhà ga cáp treo Cát Hải - Phù Long